# Paulo Sousa
Paulo Manuel Carvalho Sousa CvIH (Viseu, 30 de agosto de 1970) é um treinador e ex-futebolista português que atuava como volante. Atualmente comanda o Shabab Al Ahli, dos Emirados Árabes.

## Carreira como jogador

### Benfica
Paulo Sousa iniciou a sua carreira no Benfica, sendo um produto dos escalões de formação do clube. Estreou-se na equipa principal na época de 1989–90, tendo conquistado o título nacional no ano seguinte e a Taça de Portugal na época de 1992–93, numa equipa onde jogavam, entre outros, João Vieira Pinto, Paulo Futre, Rui Costa e Vítor Paneira. Desempenhava-se como um volante de classe e técnica apurada, sendo comparado ao argentino Fernando Redondo pelo estilo de jogo, bem como ao brasileiro Paulo Roberto Falcão. Fora de campo, também chamava atenção por seu aparência, elogiada como a de um galã.

### Sporting e Juventus

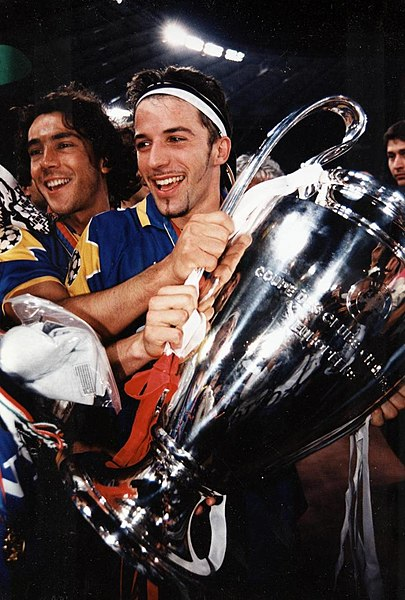
Paulo Sousa (à esquerda) e Alessandro Del Piero celebrando o título da Juventus na Liga dos Campeões em 1996

No verão de 1993, juntamente com o extremo-esquerdo Pacheco, optou por não renovar contrato com o Benfica para assinar pelo rival Sporting, numa transferência muito polémica na altura, justificada por ele por não sentir-se devidamente valorizado no clube encarnado. As suas exibições, de extrema consistência, e a sua extraordinária visão de jogo valeram-lhe uma transferência para a Juventus no ano seguinte, onde conquistou a Serie A de 1994–95, além da Copa da Itália na mesma temporada, em que o time de Turim também foi vice-campeão na Copa da UEFA.
Em sua primeira temporada no calcio, Sousa não teve problemas de se adaptar e foi um jogador assíduo em um meio-campo que promovia um rodízio entre Antonio Conte, Angelo Di Livio, Didier Deschamps, Alessio Tacchinardi e Giancarlo Marocchi. Contudo, a partir da segunda temporada sua presença tornou-se mais irregular, em função de pequenas e crônicas lesões no seu joelho e tratamentos incorretos. Nela, pôde vencer a Liga dos Campeões da UEFA de 1995–96, mas terminou vendido ao Borussia Dortmund. 

### Borussia Dortmund
Pelo clube alemão, acabou sendo campeão da Liga dos Campeões seguinte (justamente diante da Juventus), tornando-se um raro jogador bicampeão seguido do torneio por times diferentes. Até então, apenas Marcel Desailly havia conseguido o mesmo (1993 e 1994), e em seguida somente Gerard Piqué (2008 e 2009) e Samuel Eto'o (2009 e 2010) realizaram o feito. Sousa também venceu com o Dortmund o Mundial Interclubes de 1997, atuando durante os 90 minutos na partida contra o Cruzeiro.

### Internazionale
Pouco depois, voltou em janeiro de 1998 à Itália, causando polêmica similar à de 1993, ao novamente transferir-se ao principal rival de um ex-clube — no caso, a Internazionale, com quem a Juventus trava o Derby D'Italia. Em Milão, inicialmente foi um membro razoável do elenco vice-campeão italiano de 1997–98, mas a partir de então começou a aparecer de modo mais raro. Afetado por lesões, passou a rumar em clubes menores.
Seus últimos clubes foram o Parma, em 2000, o Panathinaikos, entre 2000 e 2001, e o Espanyol, onde chegou em janeiro de 2002. Participou de apenas nove partidas na La Liga e foi descrito num dicionário de jogadores do clube catalão como alguém que "em só meia temporada teve tempo de demonstrar sua extraordinária classe como meio-campista organizador. Elegante, inteligente e com visão de jogo. Não obstante, ao acabar a temporada, surpreendeu anunciando sua retirada (alegou problemas físicos) quando o treinador Juande Ramos contava com ele". Assim, Paulo Sousa anunciou a aposentadoria ao fim da Copa do Mundo de 2002.

## Seleção Nacional
Tendo representado Portugal em todas as categorias de base, Paulo Sousa esteve presente na Seleção Portuguesa Sub-20 que conquistou a Copa do Mundo Sub-20 de 1989. Já pela Seleção Portuguesa principal, estreou no dia 16 de janeiro de 1991, num amistoso contra a Espanha. Logo tornou-se presença assídua no meio-campo da Seleção, juntamente com os craques Luís Figo e Rui Costa. Participou das Eurocopas de 1996 e 2000 e foi convocado para a Copa do Mundo FIFA de 2002, realizada na Coreia do Sul e no Japão, mas não atuou em nenhuma partida. A última de suas 51 internacionalizações foi num jogo de preparação para o mesmo Mundial, que terminou numa vitória por 2–0 contra a China.

## Carreira como treinador

### Início
Após se retirar como jogador, Paulo Sousa desempenhou funções na equipa técnica da Seleção Nacional, tendo treinado a Seleção Portuguesa Sub-16 de 2005 a 2008.

### Queens Park Rangers
Foi anunciado como treinador principal do Queens Park Rangers no dia 19 de novembro de 2008, que na época disputava a EFL Championship.

### Swansea City
Em junho de 2009 foi anunciado como novo treinador do Swansea City, equipe do País de Gales, terminado a temporada no 7º lugar.

### Leicester

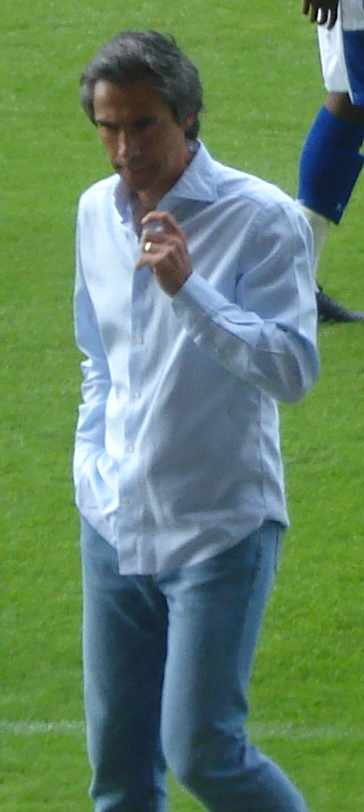
Paulo Sousa no Leicester em 2010

Já no ano de 2010, Paulo Sousa foi o treinador principal da equipe do Leicester, clube que também militava no segundo escalão da EFL Championship.

### Videoton
No dia 15 de maio de 2011, Paulo Sousa assinou um contrato de três anos com o Videoton, da Hungria. No clube húngaro, o treinador venceu a Taça da Liga e a Supertaça da Hungria. A 7 de janeiro de 2013, o clube anunciou que tinha aceitado o pedido do treinador para deixar o clube devido a razões familiares.

### Maccabi Tel Aviv
Em julho de 2013 foi anunciado pelo Maccabi Tel Aviv, onde substituiu o treinador espanhol Óscar García. Na única época em que ficou na equipe, sagrou-se campeão do Campeonato Israelense.

### Basel
Com a saída de Murat Yakın para o Spartak Moscou, o clube suíço viu em Paulo Sousa o homem ideal para comandar a equipe. Foi confirmado como treinador no fim de maio de 2014. Terminou a temporada coroando o bom trabalho com o título da Super Liga Suíça.

### Fiorentina
Em 22 de junho de 2015, foi confirmada a sua contratação pela Fiorentina.

### Tianjin Quanjian
Paulo Sousa assinou pelo Tianjin Quanjian, da China, em 6 de novembro 2017. Permaneceu na equipe até o dia 3 de outubro de 2018.

### Bordeaux
Acertou com o Bordeaux no dia 8 de março de 2019. Rescindiu contrato com o clube francês no dia 2 de julho 2020 por estar em desacordo com o projecto, depois de ter salvado o clube francês do rebaixamento. Estava a lutar pelos lugares de acesso às competições europeias quando a Ligue 1 foi cancelada devido à pandemia COVID-19.

### Seleção Polonesa
Foi anunciado como novo treinador da Seleção Polonesa no dia 21 janeiro de 2021. Conduziu a Polônia numa campanha decepcionante na Euro 2020 e levou a Seleção aos play-offs nas eliminatórias da Copa do Mundo de 2022, após terminar o grupo de qualificação com seis vitórias, dois empates e duas derrotas. Em 29 de dezembro de 2021, foi divulgado a rescisão contratual do técnico com a Polônia. No acordo firmado, Paulo Sousa pagou uma multa de aproximadamente 300 mil euros à Federação Polonesa de Futebol.

### Flamengo
Após semanas de negociações, foi anunciado oficialmente pelo Flamengo no dia 29 de dezembro de 2021 e assinou contrato por duas temporadas. Estreou no comando da equipe no dia 2 de fevereiro de 2022, na vitória de 3–0 sobre o Boavista, válida pela terceira rodada do Campeonato Carioca. Disputou seu primeiro título no dia 20 de fevereiro, contra o Atlético Mineiro, em partida válida pela Supercopa do Brasil realizada na Arena Pantanal. As equipes empataram em 2–2 no tempo normal, com Gabigol e Bruno Henrique marcando para o Flamengo, mas o rubro-negro perdeu por 8–7 na disputa por pênaltis. Comandou o Flamengo numa boa atuação no dia 13 de fevereiro, na goleada por 5–0 sobre o Nova Iguaçu, em partida válida pelo Campeonato Carioca. Estreou na Copa Libertadores da América no dia 5 de abril, na vitória fora de casa por 2–0 contra o Sporting Cristal.
Em 9 de junho, após uma derrota por 1–0 para o Bragantino, teve seu contrato rescindido e foi demitido do clube. No total, o português comandou o rubro-negro em 32 jogos, com 19 vitórias, sete empates e seis derrotas.

### Salernitana
Foi anunciado pela Salernitana no dia 16 de fevereiro de 2023, assumindo a equipe na 16ª posição da Serie A. O português estreou pela equipe no dia 19 de fevereiro, na derrota por 2–0 contra a Lazio, em casa, válida pela Serie A. Arrancou depois para uma incrível sequência de 10 partidas sem perder e salvou a Salernitana do rebaixamento, ficando invicto contra equipes como Napoli, Internazionale, Milan e Roma, terminando assim no 15º lugar da Serie A.
Após um início ruim na temporada 2023–24, sem nenhuma vitória nos oito primeiros jogos da Serie A, o treinador foi demitido no dia 10 de outubro. No total durante sua passagem, Paulo Sousa comandou a equipe em 16 jogos e obteve apenas quatro vitórias.

### Shabab Al Ahli
Assinou pelo Shabab Al Ahli, dos Emirados Árabes, no dia 30 de junho de 2024. Logo em sua temporada de estreia, Paulo Sousa conseguiu conduzir o time a uma temporada histórica, conquistando quatro títulos: o Campeonato Emiradense, a Copa dos Emirados, a Supercopa dos Emirados e a Supercopa dos Emirados Árabes/Catar. Foi a primeira vez que o clube venceu, numa mesma temporada, todos esses troféus. A nível estatístico, a equipe marcou 111 gols e sofreu 55, terminando com um saldo de gols de +56. O Al Ahli estabeleceu ainda a maior sequência invicta da história do futebol dos Emirados, com 33 partidas sem perder — um feito que também representou a maior invencibilidade mundial na temporada 2024–25.

## Honras
No dia 22 de março de 1989, foi feito Cavaleiro da Ordem do Infante D. Henrique.

## Estatísticas como treinador
Atualizadas até 10 de junho de 2022
| Clube               | Início                 | Até                    | Jogos | Jogos | Jogos | Jogos | Jogos | Jogos | Jogos | Jogos |
| Clube               | Início                 | Até                    | J     | V     | E     | D     | GP    | GC    | SG    | %     |
| ------------------- | ---------------------- | ---------------------- | ----- | ----- | ----- | ----- | ----- | ----- | ----- | ----- |
| Queens Park Rangers | 19 de novembro de 2008 | 9 de abril de 2009     | 26    | 7     | 12    | 7     | 23    | 24    | -1    | 42,30 |
| Swansea City        | 23 de junho de 2009    | 4 de julho de 2010     | 49    | 18    | 18    | 13    | 45    | 41    | +4    | 48,97 |
| Leicester           | 7 de julho de 2010     | 1 de outubro de 2010   | 12    | 4     | 2     | 6     | 18    | 27    | -9    | 38,88 |
| Videoton            | 1 de junho de 2011     | 7 de janeiro de 2013   | 88    | 52    | 17    | 19    | 140   | 63    | +77   | 65,53 |
| Maccabi Tel Aviv    | 11 de junho de 2013    | 28 de maio de 2014     | 49    | 31    | 10    | 8     | 91    | 45    | +46   | 70,06 |
| Basel               | 28 de maio de 2014     | 17 de junho de 2015    | 50    | 31    | 8     | 11    | 112   | 60    | +52   | 67,33 |
| Fiorentina          | 21 de junho de 2015    | 6 de junho de 2017     | 95    | 43    | 25    | 27    | 154   | 121   | +33   | 54,03 |
| Tianjin Quanjian    | 6 de novembro de 2017  | 5 de outubro de 2018   | 37    | 13    | 10    | 14    | 51    | 58    | -7    | 44,14 |
| Bordeaux            | 8 de março de 2019     | 10 de agosto de 2020   | 42    | 13    | 12    | 17    | 53    | 51    | +2    | 40,47 |
| Polônia             | 21 de janeiro de 2021  | 29 de dezembro de 2021 | 15    | 6     | 5     | 4     | 37    | 20    | +17   | 51,11 |
| Flamengo            | 29 de dezembro de 2021 | 9 de junho de 2022     | 32    | 19    | 7     | 6     | 59    | 29    | +30   | 66,6  |

## Títulos como jogador
Benfica
- Supertaça Cândido de Oliveira: 1989

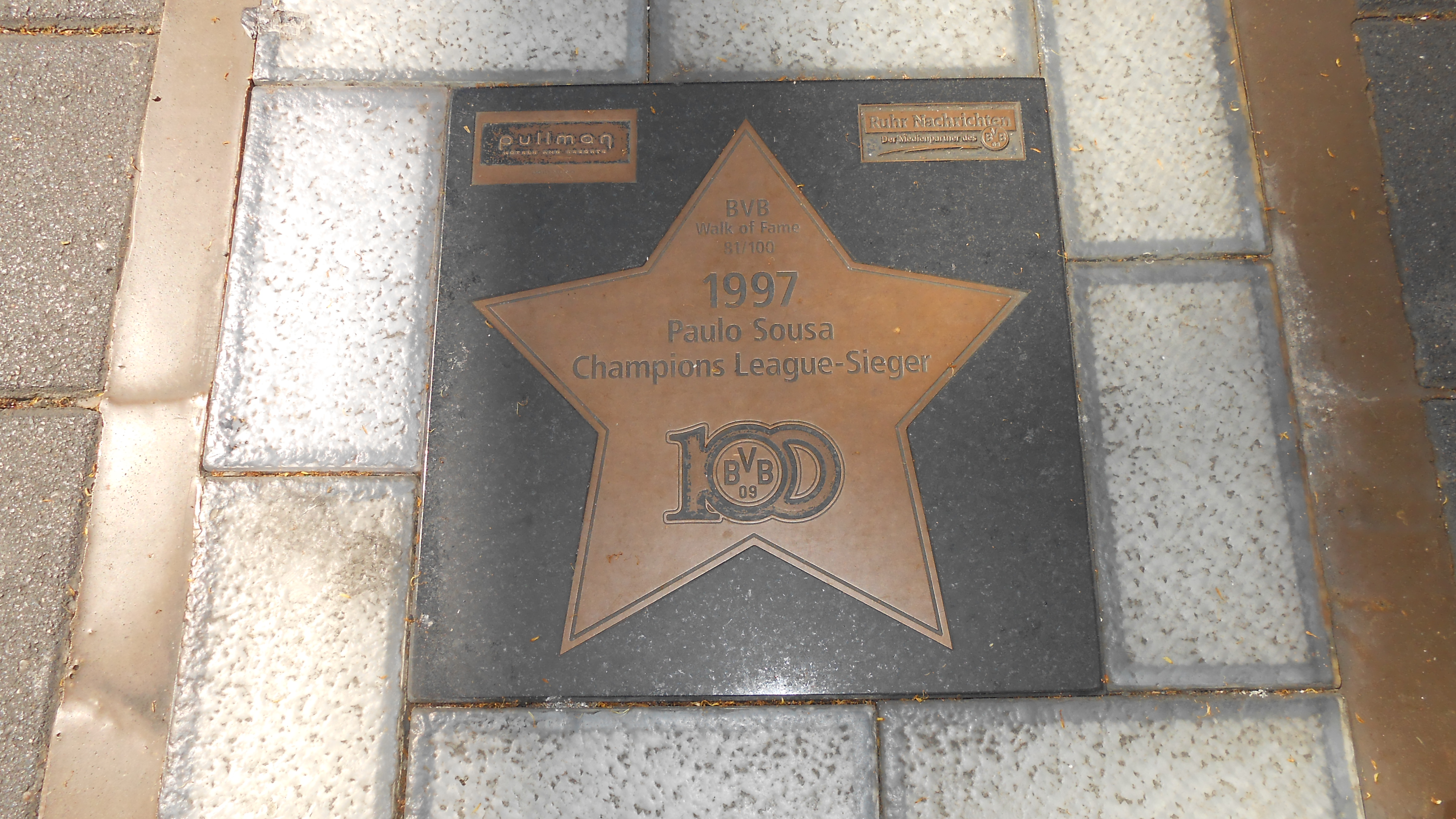
Estrela de Paulo Sousa na Calçada da Fama do Borussia Dortmund

- Primeira Liga: 1990–91
- Taça de Portugal: 1992–93

Juventus
- Serie A: 1994–95
- Copa da Itália: 1994–95
- Troféu Luigi Berlusconi: 1995
- Supercopa da Itália: 1995
- Liga dos Campeões da UEFA: 1995–96

Borussia Dortmund
- Supercopa da Alemanha: 1996
- Liga dos Campeões da UEFA: 1996–97
- Copa Intercontinental: 1997

Seleção Portuguesa
- Copa do Mundo FIFA Sub-20: 1989
- SkyDome Cup: 1995

### Prêmios individuais
- Guerin d'Oro: 1995

## Títulos como treinador
Videoton
- Campeonato Húngaro: 2010–11
- Supercopa da Hungria: 2011 e 2012
- Copa da Liga Húngara: 2011–12

Maccabi Tel Aviv
- Campeonato Israelense: 2013–14

Basel
- Campeonato Suíço: 2014–15

Shabab Al Ahli
- Supercopa dos Emirados Árabes: 2024
- Supercopa dos Emirados Árabes/Catar: 2024
- Campeonato Emiradense: 2024–25
- Copa dos Emirados Árabes: 2024–25

### Prêmios individuais
- Melhor treinador da década de 2010 da Fiorentina[43]

### Honrarias
- Cavaleiro da Ordem do Infante D. Henrique (22 de março de 1989)[44]
- Calçada da Fama do Borussia Dortmund (30 de agosto de 2010)[45]
- Medalha Municipal de Mérito de Viseu (21 de setembro de 2016)[46]